# Theodor Engelmann (Apotheker)

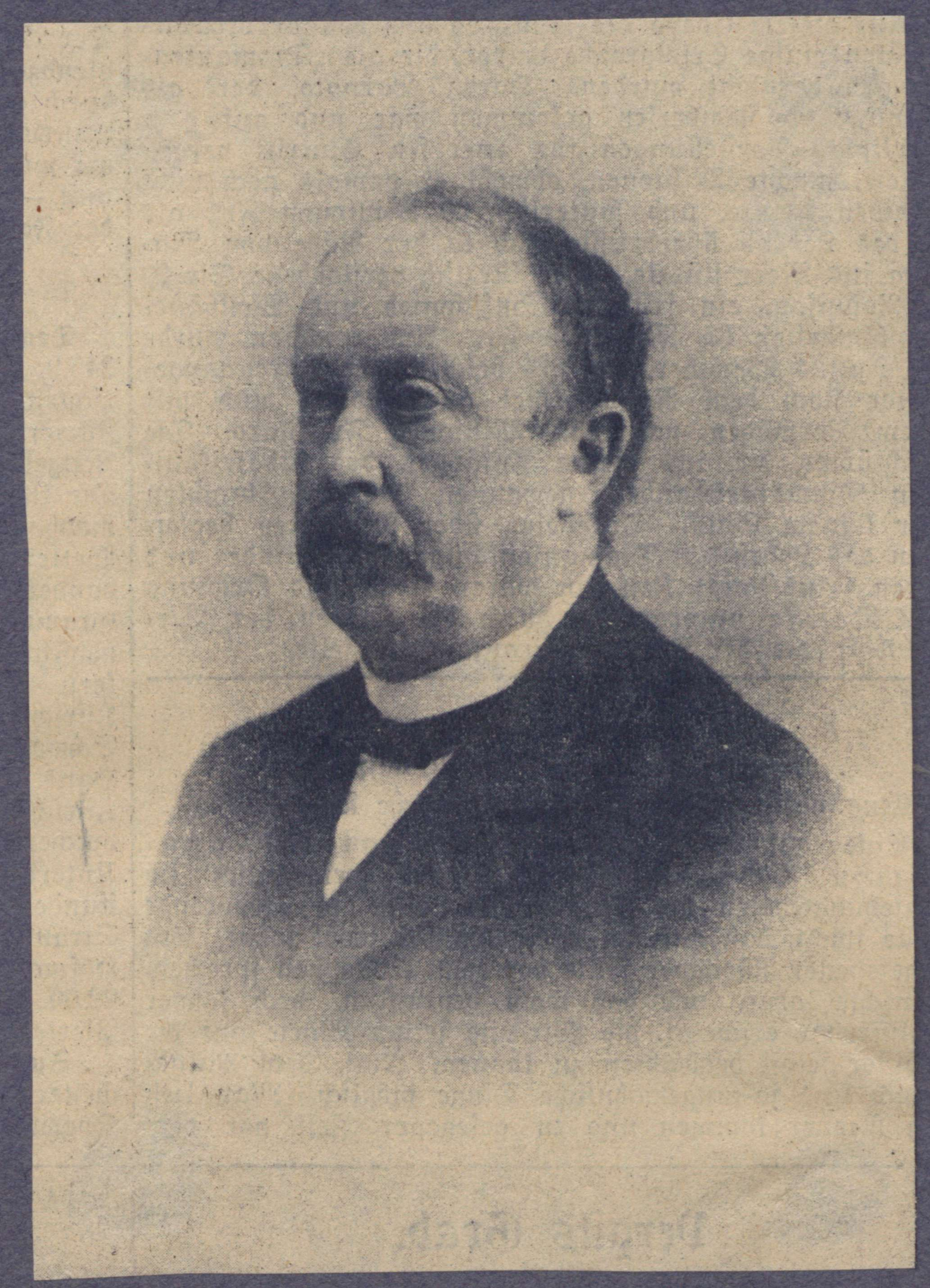
Theodor Engelmann (zwischen 1900 und 1920)

Christian Gotthold Theodor Engelmann (* 27. Dezember 1851 in Stuttgart; † 4. Juli 1931 in Basel) war ein deutsch-Schweizer Apotheker, der in Basel tätig war.

## Leben

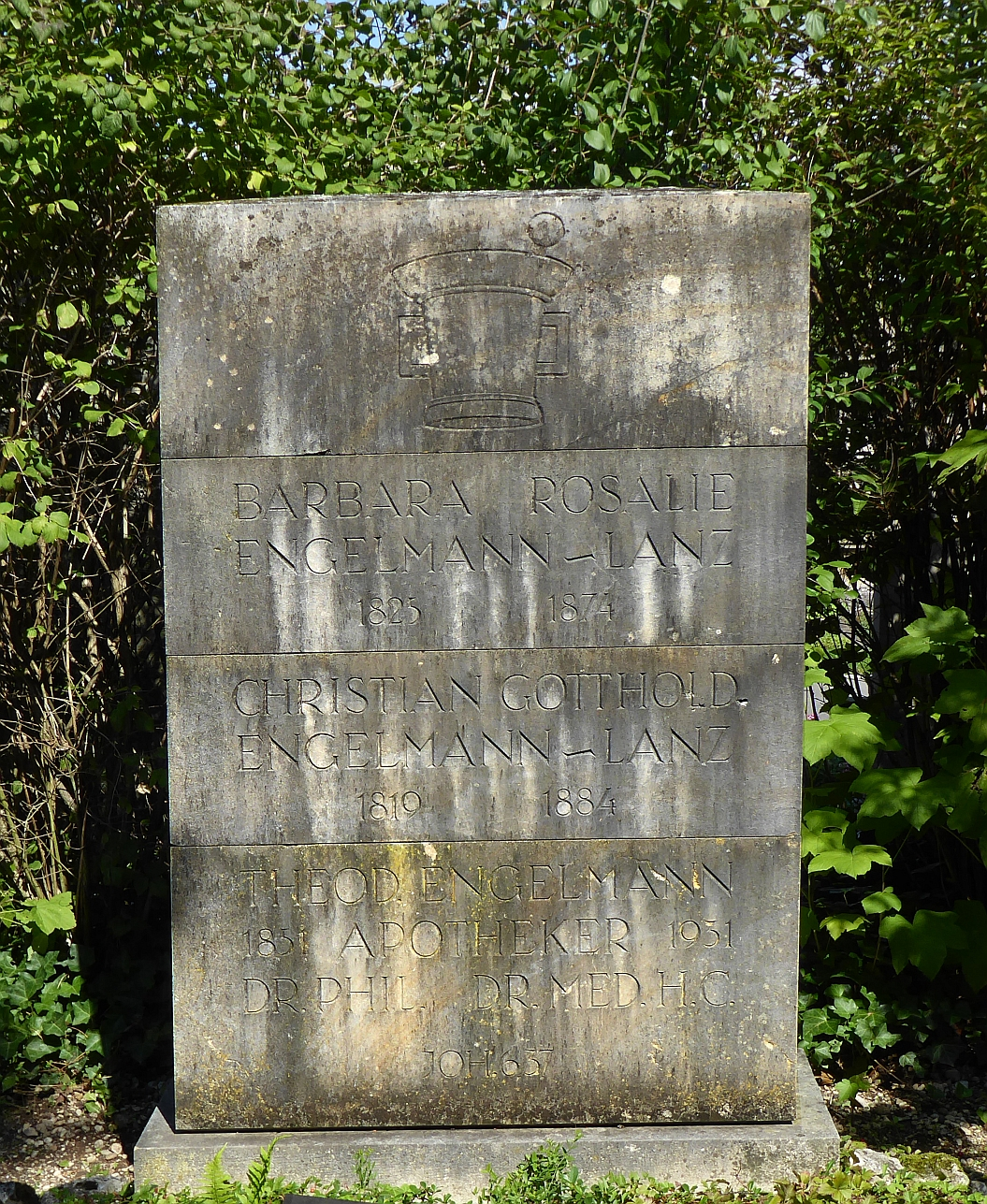
Grab auf dem Friedhof Wolfgottesacker, Basel

Theodor Engelmann, Sohn des Apothekers Christian Gotthold Engelmann-Lanz aus Stuttgart und der Rosalie Lanz aus dem Kanton Bern, besuchte das Gymnasium in Basel. Dort erwarb sein Vater in den 1860er Jahren die Kellermannsche Apotheke. Nachdem er sein zweijähriges Apothekerpraktikum in Esslingen am Neckar und sein Gehilfenjahr in Montreux absolviert hatte, studierte er an der Universität Bern Pharmazie.
Im Anschluss an sein Pharmaziestudium studierte er zwei Semester Medizin und promovierte. Theodor Engelmann übernahm die väterliche Apotheke und leitete diese bis zu seinem Tod.
Er kam zahlreichen kommunalen Aufgaben nach, so war mehr als 20 Jahre lang als Vertreter der liberalen Partei Mitglied im Grossen Rat, und war ein Sammler von Kunst und Apothekenaltertümern. Während seiner Zeit interessierte sich kaum jemand für die Altertumskunde der pharmazeutischen Zeugnisse. Er trug eine überaus reiche Sammlung zusammen, die 1929 in das Pharmazie-Historische Museum der Universität Basel überging.
In verschiedenen Veröffentlichungen beschäftigte er sich mit der Untersuchung einiger pharmaziehistorischer Objekte. Engelmanns Kunstsammlung enthielt Originale von Ludwig Richter, Carl Spitzweg und der Berner Genremaler um 1800. Diese übergab er als Schenkung an das Kunstmuseum Bern, wofür er die Ehrenbürgerwürde der Stadt Bern erhielt.
Engelmann war nicht verheiratet. 1896 wurde er zum Dr. med. h. c. der Universität Basel ernannt, die Naturforschende Gesellschaft in Bern machte ihn zum Ehrenmitglied.